# Noce (torrente del Trentino-Alto Adige)
Il Noce (Nós in dialetto solandro e noneso) è un torrente che scorre interamente in provincia autonoma di Trento. Nasce a 2670 m s.l.m. alle falde del Corno dei Tre Signori, all'interno del Parco nazionale dello Stelvio, ed è un affluente di destra dell'Adige.

## Il corso del Noce

### In Val di Sole

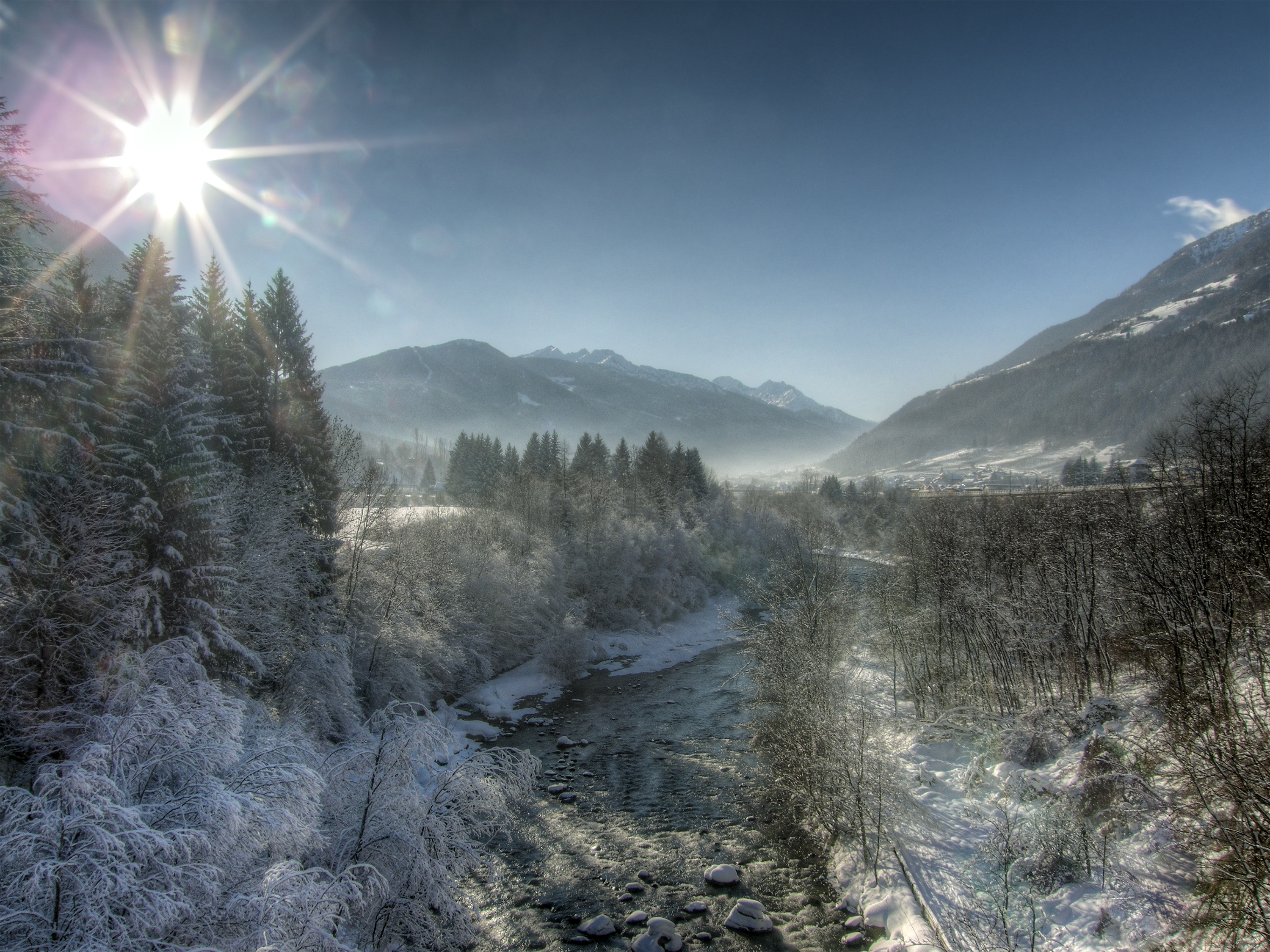
Il Noce a Malé

Alle origini, il torrente è diviso in due rami, il Noce Nero, che nasce dalle nevi del Corno dei Tre Signori, e il Noce Bianco, che nasce dalla Vedretta Rossa.
Il Noce Nero dopo 15 km forma il lago artificiale di Pian Palù, qui una parte è intubata fino alla centrale idroelettrica di Cogolo di proprietà di Dolomiti Energia, mentre l'altra scende lungo la vallata. Il Noce Bianco nasce dal ghiacciaio della Vedretta Rpssa e riceve dopo circa 10 km le acque del rio Careser, che discende dal lago artificiale omonimo e di cui una parte viene intubata, mentre la restante scende per la valle incontrandosi con il torrente Bianco. I due rami si uniscono in un unico torrente nei pressi di Cogolo.
A Cusiano riceve le acque del torrente Vermigliana. A Pellizzano riceve le acque del rio Fos de Fazzon, in linea con la frazione di Castello riceve le acque del rio Corda e poco più avanti quelle della Val Usàia. Tra Mezzana e Commezzadura riceve le acque di vari corsi d'acqua minori. In località Rovina riceve le acque del rio Rotian, mentre a Dimaro quelle del torrente Meledrio. Tra Malé e Terzolas riceve le acque del torrente Rabbies.

### In Val di Non

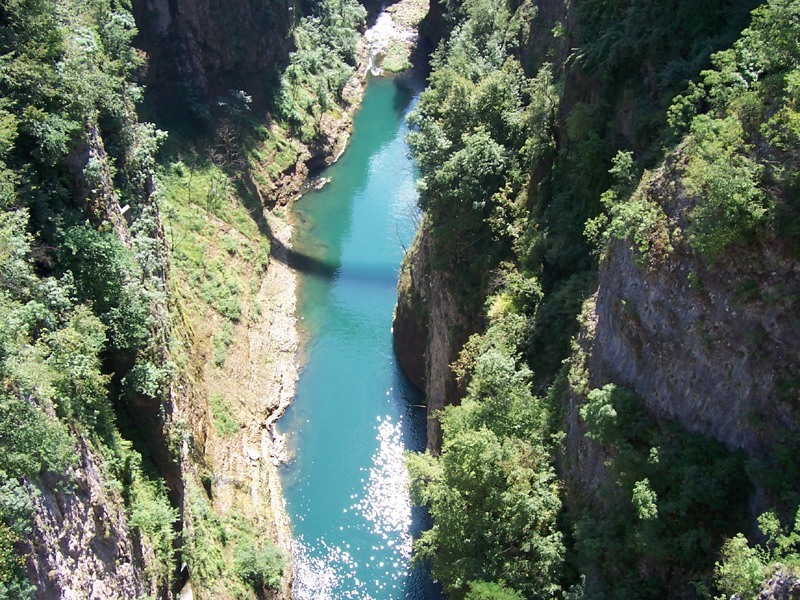
Il Noce attraversa la gola di Santa Giustina

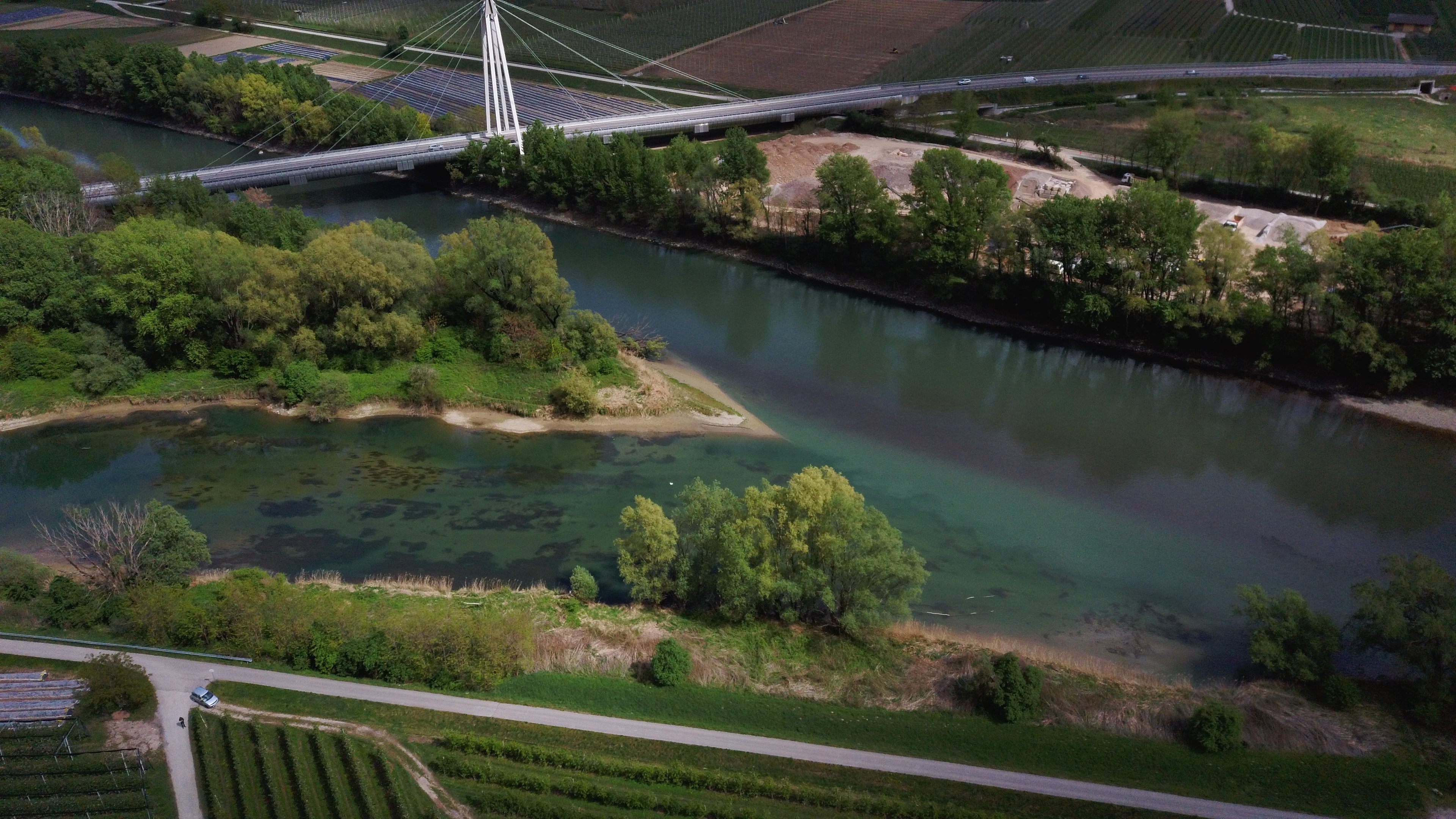
La confluenza del Noce (in basso) nell'Adige; in alto si vede il ponte Kaiserjäger

Alla fine della Val di Sole, nei pressi della località Mostizzolo, riceve le acque del torrente Barnés e forma il lago artificiale di Santa Giustina, dove riceve le acque dei torrenti Pescara e Novella. A valle della diga che forma il lago riceve le acque della Tresenica (Treʃéngia in dialetto noneso) nei pressi di Mollaro.
Nella parte terminale della Val di Non riceve le acque dei torrenti Rinassico, Lovernatico e Sporeggio formando il Biotopo La Rocchetta.

### Nella Piana Rotaliana
Appena uscito dalla Val di Non, il torrente Noce fino a non molti anni or sono (primi del XX secolo), formava col fiume Adige una palude che rendeva l'area malsana. Il Noce inoltre, dopo aver attraversato la piana e precisamente essere passato nei pressi degli abitati di Mezzolombardo, Mezzocorona e Cadino, convogliava nell'Adige poco sopra l'abitato di San Michele all'Adige. 
Il corso del torrente Noce fu rettificato a metà del XIX secolo ad opera del governo asburgico e portato a confluenza con l'Adige nei pressi dell'abitato di Zambana, facendo quindi attraversare tutta la Piana Rotaliana.
Le sabbie portate dal torrente nella Piana Rotaliana, formano un supporto silicico sul quale è coltivato il Teroldego Rotaliano DOP. Tale vino può essere coltivato solo nel lembo di terra che sta tra il Noce e l'Adige.
L'insieme di tutte queste variabili creano un torrente dalle caratteristiche uniche in Italia per quanto riguarda la durata di una buona portata idrica per quasi tutto il periodo estivo (da maggio a settembre).

## Sport
Nel tratto della Val di Sole si praticano vari sport fluviali quali rafting, hydrospeed, canoa/kayak.
Nel 1993 sul torrente si sono svolti i campionati mondiali di canoa/kayak discesa e i campionati mondiali di canoa/kayak slalom.
La National Geographic Society ha classificato il Noce tra i 10 migliori corsi d'acqua al mondo dove praticare rafting.